# Warczewiczella lobata
Warczewiczella lobata är en orkidéart som först beskrevs av Leslie Andrew Garay, och fick sitt nu gällande namn av Robert Louis Dressler. Warczewiczella lobata ingår i släktet Warczewiczella och familjen orkidéer.
Artens utbredningsområde är Colombia. Inga underarter finns listade i Catalogue of Life.